# Alastor persimilis
Alastor persimilis är en stekelart som beskrevs av Giordani Soika 1950. Alastor persimilis ingår i släktet Alastor och familjen Eumenidae. Inga underarter finns listade i Catalogue of Life.